# Johan Dalgas Frisch
Johan Dalgas Frisch (São Paulo, 1930 – São Paulo, 22 de junho de 2024) foi um engenheiro e ornitólogo brasileiro. É considerado como o pioneiro da conservação da fauna brasileira.

## Biografia
Johan é filho dos imigrantes dinamarqueses Svend Frisch e Ellen Margareth Dalgas Frisch, que se mudaram para o Brasil em 1927. Johan foi registrado no Consulado da Dinamarca assim que nasceu. Seu bisavô, Enrico Mylius Dalgas, ganhou fama na Dinamarca por transformar a região desértica da Jutlândia em uma imensa área florestada. Seu pai, Svend Frisch, desenhou a maioria das espécies de aves brasileiras.
Em 1950, ingressou no curso de engenharia industrial da Universidade Presbiteriana Mackenzie, formando-se em 1955. Seu primeiro emprego foi na fábrica de Linhas Corrente. Em 1958, ele viajou para a Escócia, onde fez estágio na sede da empresa e aproveitou a oportunidade para conhecer ornitólogos europeus e coletâneas de cantos de aves gravadas na Europa.

## Ornitologia
Ao retornar ao Brasil, Johan projetou um megafone de papelão para gravar o canto das aves. Seu projeto inicial foi aperfeiçoado e Johan então criou uma parabólica para a mesma função. Em uma viagem ao Pantanal realizou diversas gravações de cantos de aves.
Em 1962 Johan gravou seu primeiro disco, Canto das Aves do Brasil, em LP de vinil, lançado simultaneamente no Brasil, em Londres e Nova Iorque. Este disco permaneceu dezoito semanas consecutivas em primeiro lugar na lista dos mais vendidos do Brasil. No ano seguinte, lançou seu segundo álbum, intitulado Vozes da Amazônia, o qual contém o canto do uirapuru.
Em 1964, lançou o livro Aves Brasileiras, em coautoria com seu pai Svend. Iniciou então sua luta para a criação do Parque do Tumucumaque (criado pelo decreto do então presidente Costa e Silva, em 1968, ampliado e transformado em Parque Nacional Montanhas do Tumucumaque, em 2002), na Amazônia brasileira. Neste mesmo ano, nasceu seu filho Christian Dalgas Frisch.
Em 1976 projetou e construiu a estação de tratamento de esgoto do Aeroporto Internacional de Guarulhos. Cinco anos depois lançou a segunda edição do livro Aves Brasileiras. Em 1992 recebeu o título de Cidadão Honorário do Texas, por ter salvado e repatriado um falcão-peregrino. Em 1974, lançou o compacto simples Sinfonia do Natal com as músicas Noite Feliz e Jingle Bells tocadas entre sons de aves.
Em 1994, lançou com seu filho Christian o livro Jardim dos Beija-flores. Em 2001, lançou o livro Os 12 Cantos do Brasil. Seu quarto livro foi lançado em 2002, intitulado Cantos Harmoniosos da América.
Em 2005 foi lançada a terceira edição de Aves Brasileiras e Plantas que as Atraem. Muitos desenhos do livro foram feitos pelo pai de Johan, sendo os demais feitos por Tomas Sigrist.
Em 22 de junho de 2024, morreu aos 94 anos, em São Paulo. Ele estava internado há alguns meses com sérios problemas de saúde.